# Triandafilia Kalamboka
Triandafilia Kalamboka (ur. 16 września 1989 w Wolosie) – grecka wioślarka.

## Osiągnięcia
- Mistrzostwa Europy – Ateny 2008 – dwójka podwójna – 4. miejsce[1].
- Mistrzostwa Świata – Poznań 2009 – jedynka wagi lekkiej – 15. miejsce[1].
- Mistrzostwa Europy – Brześć 2009 – jedynka – 9. miejsce[1].
- Mistrzostwa Europy – Montemor-o-Velho 2010 – dwójka podwójna – 7. miejsce[1].